# دیوید نیومن (فیلم‌نامه‌نویس)
دیوید نیومن (انگلیسی: David Newman؛ ۴ فوریهٔ ۱۹۳۷ – ۲۷ ژوئن ۲۰۰۳) فیلم‌نامه‌نویس و تهیه‌کننده اهل ایالات متحده آمریکا بود.